# Список керівників держав 651 року
Список керівників держав 651 року — це перелік правителів країн світу 651 року.
Список керівників держав 650 року — 651 рік — Список керівників держав 652 року — Список керівників держав за роками

## Європа
- Абазгія — Дмитрій I (640—660)
- Айлех — Крундмаел мак Суїбні Менн (636—660)
- Айргіалла — Дунхад мак Ултан (637? — 677)
- Королівство Східна Англія — Анна (636—654)
- Арморика — Саломон II (612—658)
- Герцогство Баварія — Теодон I (630—680)
- Брихейніог — Елісед ап Ісгорд (650—655)
- Велика Булгарія — Кубрат (632—665)
- король вестготів — Гіндасвінт (642—653)
- Вессекс — Кенвал (648—674)
- Візантійська імперія — Констант II (641—668)
  - Равеннський екзархат — Олімпій (649—652)
- Королівство Гвент — Морган ап Атруіс (625—665)
- Гвікке — Етельвель (650—674)
- Королівство Гвінед — Кадафел Кадомед (634—655)
- Дал Ріада — Дунхад мак Конайнг I (650—654)
- Дівед — Гулідієн (650-670)
- Думнонія — Петрок ап Клемен (633—658)
- Королівство Ессекс — Сігеберт I (623—653)
- Іберійське князівство — Адарнасе II  (650-684)
- Ірландія — верховний король Келлах мак Маеле Коба (640—656)
- Король лангобардів — Ротарій (636—652)
  - Герцогство Беневентське — Радоальд (646—652)
  - Сполетське герцогство — Теоделап Сполетський (602—652)
  - Герцогство Фріульське — Гразульф (617—651); Аго (651—663)
- Ленстер — Крундмаел Ербуйлк (647—656)
  - Мерсія — Пенда (626—655)
- Морганнуг — Морган ап Атруіс (625—665)
- Коннахт — Лайдгнен МакКолман (649—655)
- Мунстер — Менах мак Фінґін (641—661)
- Король піктів — Талорк III (641—653)
- Королівство Нортумбрія — Освіу (642—670)
- Королівство Повіс — Мануган ап Селіф (642—650)
- Само (держава) — Само (623—658/660)
- Королівство Сассекс — Кенвал (648—674)
- Стратклайд — Гурет ап Белі (645—658)
- Улад — Блахмак мак Маеле Кобо (647—670)
- Уснех — Маел Дойд мак Свібні (635—653)
- Франкське королівство:
  - Австразія — Сігіберт III (639—656)
  - Нейстрія — Хлодвіг II (639—657)
  - Герцогство Васконія — Аманд (638—660)
- Фризьке королівство — Альдгісл (623—680)
- Швеція — Інґ'яльд Підступний (640—650)
- Святий Престол — папа римський Мартин I (649—655)
- Вселенський патріарх — Павло II (641—653)

## Азія
- Близький Схід:
  - Праведний халіфат — Осман ібн Аффан (644—656)
- Кавказька Албанія — Албанське марзпанство (до 651)
- Індія:
  - Брамінська династія — Чач (632—671)
  - Західні Ганги — Шрівікрама (629—654)
  - Пізні Гупти — Мадавагупта (601-655)
  - Камарупа — Саластхамба (650—670)
  - Династія Майтрака — Дарасена IV (644—651); Друвасена III (651—656)
  - Династія Паллавів — Нарасімхаварман I (630—668)
  - Держава Пандья — Янтаварман (640—670)
  - Раджарата — раджа Датопа Тисса I (640—652)
  - Чалук'я — Адітья-варман (648—654)
  - Східні Чалук'ї — Джаясімха I (641—673)
  - володар держави ефталітів і алхон-гуннів в Ганджхарі, Кашмір і Пенджабі Юдхіштхіра (630/633—670)
- Індонезія:
  - Тарума — Тарусбава (650—670)
- Китай:
  - Династія Тан — Лі Чжи (649—683)
  - Тибетська імперія — Манронманцан (650—676)
  - Туюхун (Тогон) — Муюн Нохебо (635—653)
  - Наньчжао — Мен Сінуло (649—674)
- Корея:
  - Когурьо — тхеван (король) Поджан (642—668)
  - Пекче — король Ийджа (641—660)
  - Сілла — ісагим (король) Чиндок (647—654)
- Паган — король Шве Онтхі (640—652)
- Персія:
  - Держава Сасанідів — шахіншах Єздигерд III (632/633—651/652)
  - Дабуїди — Гіл Гавбара (642—660)
- Середня Азія:
  - Західний тюркський каганат — Халлиг Ишбара-Ябгу-каган (650—657)
- Ченла — Бхававарман II (628—657)
- Японія — Імператор Котоку (645—654)

## Африка
- Аксумське царство — Герма Сафар (641—653)
- Африканський екзархат Візантійської імперії — Геннадій (647—665)
- Праведний халіфат — Осман ібн Аффан (644—656)

## Північна Америка
- Мутульське царство — Нуун-Ухоль-Чаак (648—679)
- Баакульське царство — Пакаль (615—683)
- Бонампак — невідоме ім'я (до 655)
- Караколь — К'ан II (618—658)
- Шукуупське царство — К'ак'-Уті'-Віц'-К'авііль (628—695)
- Яшчилан — Яшун Б'алам III (628—681)